# リーグ・オブ・エクストラオーディナリー・ジェントルメン
『リーグ・オブ・エクストラオーディナリー・ジェントルメン』（The League of Extraordinary Gentlemen）は、原作アラン・ムーア、作画ケヴィン・オニールにより、1999年に第1作がDCコミックスから出版された19世紀末の大英帝国を舞台に取ったアメリカン・コミックスである。

## 概要
原題はイギリス映画『紳士同盟』(The League of Gentlemen) のもじりで、あえて日本語に直訳すれば『超絶紳士同盟』（あるいは『緊急紳士同盟』）であり、ジャイブから発行された日本語訳版の作中では『怪人連盟』と訳されている。
『リーグ・オブ・エクストラオーディナリー・ジェントルメン』は、19世紀末ビクトリア朝のイギリス文化や文学全般に題材を取った壮大なクロスオーバー作品（あるいはパロディ）のコミックである。
主役である怪人連盟の5人から、端役に至るほぼ全ての登場人物に出典が存在し、ほぼ全てのページに当時のイギリスの歴史的事件や文芸作品に絡むネタが散りばめられている。また、表紙のデザインや本編の画風も、当時流行した風刺漫画や児童小説の挿絵、未来予想図を模した作風が取り入れられている。作品の至る所に、ムーア独特の元ネタに対する諧謔や風刺・残虐趣味や性的趣味が含まれている。
『リーグ・オブ・エクストラオーディナリー・ジェントルメン』シリーズは、第一篇では怪人連盟の結成と重力遮断物質ケーバライトを巡る争奪戦・第二篇では火星より襲来した宇宙生物との闘争が描かれている。第一篇の合本の巻末には『アランと裂かれたヴェイル』、第二篇の合本には『新観光便覧』という短編小説が掲載されている。詳しくは、下記のあらすじを参照。
2003年には、スティーヴン・ノリントン監督、ショーン・コネリー主演で映画化された。邦題は『リーグ・オブ・レジェンド/時空を超えた戦い』。

## 漫画作品
The League of Extraordinary Gentlemen, Volume One
1999年に出版された。全6巻。
The League of Extraordinary Gentlemen, Volume II
2002年に出版された。全6巻。
The League of Extraordinary Gentlemen: Black Dossier
2007年に出版された1950年代を舞台にしたスピンオフ。
The League of Extraordinary Gentlemen, Volume III: Century
2009年から2012年に出版された。全3巻。

## あらすじ

### 第一篇
1898年、夫ジョナサン・ハーカーと離婚した英国女性ウィルヘルミナ・マリーは、英国諜報員キャンピオン・ボンドから、大英帝国を救うための怪人連盟の結成を依頼される。
カイロの阿片窟に住む麻薬中毒の元暗黒大陸探検家アラン・クォーターメインや巨大潜水艦ノーチラス号で世界の軍艦を撃沈して回る狂信者ネモ船長やパリのモルグ街で凶悪なエドワード・ハイドとして殺戮を繰り返す二重人格のヘンリー・ジキルやミス・クーテの寄宿学院で片っ端から女学生をレイプしていた好色な透明人間ホーレイ・グリフィンらと共に、怪人連盟を結成したマリーは、ライムハウスの帝王悪魔博士に盗まれた反重力物質ケーバライトを奪還するため、ラザーハイズ橋の地下に建造された空中戦艦の秘密ドックに侵入する。

### アランと裂かれたヴェイル
第二篇の前日譚にあたる短編小説。
レイディー・ラグナルにより時空を旅するための麻薬タヅキを与えられたアラン・クォーターメインは、時空の狭間で若き心霊研究家ランドルフ・カーターや彼の大叔父にあたる南北戦争時代の騎兵大尉ジョン・カーターや「時間旅行者」と名乗る奇妙な人物など遭遇する。

### 第二篇
火星の大元帥ジョン・カーター率いる緑色人や火星の知的生命ソーンとの抗争を繰り広げていた残忍な外宇宙の軟体生物は、新たなる侵略地として地球を目指す。
イギリスの地方都市ウォーキングに落下した宇宙生物の円筒は、緊急招集された怪人連盟の目の前で、野次馬や鎮圧に駆け付けた英国陸軍を熱線で焼き殺し、奇怪な三脚機を繰り出してロンドンへの進軍を開始する。宇宙生物の圧倒的な軍事力を目の当たりにしたホーレイ・グリフィンは宇宙生物との内通を試み、マリーを暴行してイギリス砲兵隊の配置図を盗み出す。テムズ川に潜行したネモのノーチラス号が宇宙生物の三脚機の破壊に成功するが、第二第三の宇宙生物の円筒が、次々とイギリスの各地に落下する。一方、ボンドの依頼を受けたクォーターメインとマリーは、サウスダウンズでモロー博士が研究中の新兵器H-142を受け取るべく出発する。
H・G・ウェルズの『宇宙戦争』の世界が物語の舞台となっている。

### 新観光便覧
ウィルヘルミナ・マリーによって収集されたという設定の、世界中の架空の歴史と人物・地域に関する観光案内。

## 登場人物

### 怪人連盟
ウィルヘルミナ・マリー
元吸血鬼のイギリス女性。ボンドの依頼により怪人連盟を結成する。ドラキュラ伯爵に付けられた噛み傷を隠すために、常にスカーフを首に巻いている。
出典：ブラム・ストーカーによる『吸血鬼ドラキュラ』
アラン・クォーターメイン
妻子に先立たれた阿片中毒の元植民地探検家。マリーに密かな好意を寄せる。
出典：H・R・ハガードによる『ソロモン王の洞窟』などのクォーターメインシリーズ
ネモ船長
潜水艦ノーチラス号を操るインド出身の民族主義者。
出典：ジュール・ヴェルヌによる『海底二万里』&『神秘の島』
ヘンリー・ジキル
内省的な紳士ジキルから、凶暴なエドワード・ハイドへと変貌を遂げる二重人格者。
出典：ロバート・ルイス・スティーヴンソンによる『ジキル博士とハイド氏』
ホーレイ・グリフィン
自ら発明した薬品で自分を透明化させた科学者。透明人間。極めて利己的な性格。後述の出典ではグリフィン博士としか記されておらず、ホーレイはムーアによる命名によるもの。
出典：H・G・ウェルズ『透明人間』。

### その他の登場人物
キャンピオン・ボンド
マリーらにケーバライト奪回を依頼する大英帝国の諜報員。ムーアの設定ではジェームズ・ボンドの祖父にあたる人物である（ただし版権問題のため、作中では明言されない）。また、2007年10月発行予定の新作『THE BLACK DOSSIER』 には、キャンピオンと同じシガレットケースを持つ「ジミー・ボンド」と呼ばれる英国諜報員が登場する事がムーアによって予告されている。
M
ボンドの上司にあたる英国諜報局長。モデルは『007』シリーズのM（ただし、設定や時代から『007』シリーズのM本人ではない）。
出典：イアン・フレミングによる『007』シリーズ
正体
マリーは彼の事を7年前にライヒェンバッハの滝で墜死したとされる探偵シャーロック・ホームズの兄マイクロフトだと思っているが、実はホームズの仇敵モリアーティ教授である事が第一篇の中盤で明かされる。
出典：アーサー・コナン・ドイルによる『シャーロック・ホームズ』シリーズ

悪魔博士
「ライムハウスの帝王」と呼ばれる、東洋人による世界支配を目論む怪人。
出典：サックス・ローマーによる『怪人フー・マンチュー』
オーギュスト・デュパン
50年前にモルグ街の殺人事件を解決したフランスの老探偵。
出典：E・A・ポーによるC・オーギュスト・デュパンシリーズ
ポリアンナ・フィティア
ホーレイ・グリフィンに強姦されても「よかった」を見つけようとする健気な女学生。
出典：エレナ・ホグマン・ポーターによる『少女パレアナ』
セルウィン・ケーバー
重力遮断物質ケーバライトを発明した教授。
出典：H・G・ウェルズによる『月世界最初の人間』
イシュマエル
ネモ船長の下で働くノーチラス号の一等航海士。
出典：ハーマン・メルヴィルによる『白鯨』
ジャック・ドーキンズ
ロンドン下町のスリの元締め。
出典：チャールズ・ディケンズによる『オリバー・ツイスト』
ジョン・カーター
火星で緑色人ら火星人を率いて外宇宙からの侵略者と戦う勇猛な元アメリカ南軍の騎兵大尉。
出典：エドガー・ライス・バローズによる『火星のプリンセス』などの火星シリーズ
アルフォンス・モロー
イギリス政府の認可を受けて、動物と人間の混成体研究を行っている奇人科学者。後述の出典ではモロー博士としか記されておらず、アルフォンスはムーアによる命名によるもの。
出典：H・G・ウェルズ『モロー博士の島』
H-9
モロー博士の混成体の一体。
本作でH-9がジプシーの老婆とセックスをしているという設定は、1970年のアングラ雑誌『オズ』に掲載されたパロディ漫画に由来している。
出典：メアリー・タートルによる子供向け漫画『クマのルパート』
レイディー・ラグナル
クォーターメインに神秘的な麻薬タヅキを与える淑女。
出典：H・R・ハガードによる『象牙少年』
ランドルフ・カーター
クォーターメインが時空の狭間で出会う20世紀ニューイングランドの心霊研究家。
ジョン・カーターの親族にあたるとするのは、ムーアのオリジナル設定。
出典：H・P・ラヴクラフトによる『ランドルフ・カーターの陳述』
時間旅行者
時間旅行機を操る謎の人物。
出典：H・G・ウェルズによる『タイム・マシン』

### 初代怪人連盟
19世紀末の怪人連盟以前にも、過去に英国を襲った危機に際し初代と二代目の怪人連盟が存在したことが『新観光便覧』に示唆されている。初代怪人連盟は別名をプロスペロ隊とも呼ばれ、1690年代に初代怪人連盟が解散した。
ミラノ公爵プロスペロと二人の超自然的存在
出典：ウィリアム・シェイクスピアによる『テンペスト』
クリスティアン
出典：ジョン・バニヤンによる『天路歴程』

### 二代目怪人連盟
1690年代に初代怪人連盟が解散された後、1787年に結成された。作中にある大英博物館の怪人連盟司令本部には、二代目怪人連盟の肖像画が展示されている。
レミュエル・ガリヴァー
出典：ジョナサン・スウィフトによる『ガリヴァー旅行記』
ブレイクニー夫妻
出典：バロネス・オルツィによる『紅はこべ』
ドクター・シン師
出典：ラッセル・ソーンダイクによる『ドクター・シン』
ミストレス・ヒル
出典：ジョン・クレランドによる『ファニー・ヒル』
ナッティ・バンポー
出典：ジェイムズ・フェニモア・クーパーによる『モヒカン族の最後』

## 映画化
『リーグ・オブ・レジェンド/時空を超えた戦い』(2003年)
監督 - スティーヴン・ノリントン
メンバー
アラン・クォーターメイン
演 - ショーン・コネリー
出典：H・R・ハガードによる『ソロモン王の洞窟』
ミナ・ハーカー
演 - ペータ・ウィルソン
出典：ブラム・ストーカーによる『吸血鬼ドラキュラ』
ドリアン・グレイ
演 - スチュアート・タウンゼント
出典：オスカー・ワイルドによる『ドリアン・グレイの肖像』
トム・ソーヤー
演 - シェーン・ウェスト
出典：マーク・トウェインによる『トム・ソーヤーの冒険』
ヘンリー・ジキル博士 / エドワード・ハイド氏
演 - ジェイソン・フレミング
出典：スティーヴンソンによる『ジキル博士とハイド氏』
ロドニー・スキナー
演 - トニー・カラン
出典：H・G・ウェルズによる『透明人間』
ネモ船長
演 - ナシールッディーン・シャー
出典：ジュール・ヴェルヌによる『海底二万里』と『神秘の島』
上記『リーグ・オブ・レジェンド/時空を超えた戦い』がDisney+独占配信でリブート映画化される。
脚本：ジャスティン・ヘイス